# Протеинкиназа C
Протеинкиназы C (PKC от англ. protein kinase C) — семейство протеинкиназ человека, ферментов, осуществляющих фосфорилирование белков и участвующих тем самым в сигнальных каскадах клеток.
В свою очередь, PKC ферменты активируются сигналами, такими как рост концентрации диацилглицерола или ионов кальция (Ca2+).
Известно более 10 изоформ протеинкиназ C, их подразделяют на три подгруппы по типу активации:
- классические PKC - для активации требуются диацилглицерол, Ca2+, и фосфолипид;
- новые PKC - для активации требуются диацилглицерол, но не Ca2+;
- атипичные PKC - требуется фосфатидилсерин, но не требуются ни диацилглицерол, ни Ca2+.